# روزنبرخ (جنوب هولندا)
روزنبرخ (بالهولندية: Rozenburg) هي بلدة هولندية في مقاطعة جنوب هولندا. عدد سكانها 12,365 نسمة حسب احصاءات 31 يوليو 2017.